# Dysallacta mesozona
Dysallacta mesozona là một loài bướm đêm trong họ Crambidae.